# Conservation Parks in Neuseeland
Die Conservation Parks in Neuseeland sind Naturschutzparks, in denen die natürlichen und historischen Ressourcen der Gebiete geschützt werden, aber gleichfalls die Parks zur öffentliche Nutzung und zu Erholungszwecken der Bevölkerung zur Verfügung gestellt werden. Ähnlich den National Parks, die von einer herausragenden Bedeutung für Neuseeland sind, weisen die Conservation Parks hingegen aber eine geringere Qualität bezüglich der Wanderwege und den Hütten für Wanderer auf. Des Weiteren steht der Gewässerschutz und der Schutz des Bodens hier im Vordergrund. Für die Parks ist das Department of Conservation (DOC) zuständig.

## Definitionsproblem
In Neuseeland scheint nicht Einigkeit darüber zu bestehen, welche Schutzgebiete den Status eines Conservation Parks bekommen und welche nicht. Einerseits wird der Begriff Conservation Parks weit gefasst und die Forest Parks darunter subsumiert, gehen andererseits andere Quellen, wie z. B. das Department of Conservation, von einer strikten Trennung dieser beiden Typen von Parks aus. Auch weisen manche Quellen im Internet einige Gebiete als Conservation Parks aus, die aber vom Department of Conservation nicht als solches geführt werden, hier exemplarisch am Beispiel Hanmer Forest Park gezeigt.

## Conservation Act 1987
Die gesetzlich Grundlage, unter der das Department of Conservation die Conservation Parks betreut und den Schutz der Parks überwacht, wurde 1987 mit dem Conservation Act gelegt. Speziell unter dem Paragraphen 19 des Gesetzes, werden die Regularien zu den Conservation Parks erwähnt. In dem Abschnitt heißt es:

“19 Conservation parks

(1) Every conservation park shall so be managed—

(a) that its natural and historic resources are protected; and

(b) subject to paragraph (a), to facilitate public recreation and enjoyment.

(2) Where a committee is constituted by or under regulations made under subsection (3) in respect of any conservation park, it may advise the Minister on the area’s management.
(3) The Governor-General may from time to time, by Order in Council, make regulations constituting, or providing for the constitution, appointment, or election, of a committee to advise the Minister on the management of any conservation park or parks, and defining its functions.

(4) Regulations under subsection (3) may be so made as to apply to—

(a) all conservation parks, parks of any class or description, or to any specified conservation park or parks:

(b) all committees constituted by or under regulations made under subsection (3), or to any such committee or committees.”

„19 Naturschutzparks

(1) Jeder Naturschutzpark soll so verwaltet werden.

(a) dass seine natürlichen und historischen Ressourcen geschützt werden; und

(b) vorbehaltlich des Absatzes (a), um die Erholung und das Vergnügen der Öffentlichkeit zu erleichtern.

(2) Wenn ein Ausschuss durch oder aufgrund von Bestimmungen gemäß Unterabschnitt (3) in Bezug auf einen Naturschutzpark gebildet wird, kann er den Minister bei der Verwaltung des Gebiets beraten.

(3) Der Generalgouverneur kann von Zeit zu Zeit per Ratsverordnung Vorschriften erlassen, die die Bildung, Ernennung oder Wahl eines Ausschusses zur Beratung des Ministers bei der Verwaltung eines oder mehrerer Naturschutzparks und der Festlegung seiner Funktionen vorsehen oder begründen.

(4) Die Regelungen nach Unterabschnitt (3) können so getroffen werden, dass sie für

(a) alle Naturschutzparks, Parks jeder Klasse oder Beschreibung oder zu einem bestimmten Naturschutzpark oder zu bestimmten Naturschutzparks:

(b) alle Ausschüsse, die durch oder aufgrund von Bestimmungen gemäß Unterabschnitt (3) gebildet wurden, oder für einen oder mehrere solcher Ausschüsse.“

## Liste der Conservation Parks
| Name                                          | Gründung   | Größe km2 | Ansicht | Bemerkung |
| --------------------------------------------- | ---------- | --------- | ------- | --- |
| Aotea Conservation Park                       | 2015 (Apr) | 122,82    |         | Foto: Blick vom Mount Hobson in Richtung Südwesten zum Whangaparapara Harbour. Eröffnung und Größe des Parks                                                         |
| Kaimai Mamaku Conservation Park               | 2009 (Mai) | 370,00    |         | Wurde 1975 als Kaimai Mamaku Forest Park gegründet. Gründung als Conservation Park; Größe des Parks                                                                  |
| Raukumare Conservation Park                   | 2009 (Mai) | 1150,00   |         | Wurde 1979 als Raukumare Conservation Park gegründet. Gründung als Conservation Park; Größe des Parks                                                                |
| Whirinaki Te Pua-a-Tāne Conservation Park     | 2009 (Mai) | 650,00    |         | Foto: Whaiti-Nui-A-Toi; Wurde 1984 als Whirinaki Forest Park gegründet. Gründung als Conservation Park; Größe des Parks                                              |
| Kā Whata Tū o Rakihouia Conservation Park     | 2008 (Jun) | 880,65    |         | Foto: Uwerau (2213 m); Gründung als Conservation Park und Größe |
| Korowai/Torlesse Tussocklands Park            | 2001       | 240,00    |         | Gründung als Conservation Park und Größe |
| Hakatere Conservation Park                    | 2007       | 680,00    |         | Foto: Taylor Range; Gründung als Conservation Park und Größe |
| Te Kahui Kaupeka Conservation Park            | 2009 (Apr) | 938,00    |         | Eröffnung im April 2009 und Größe des Parks |
| Ruataniwha Conservation Park                  | 2006 (Jul) | 368,00    |         | Gründung und Größe des Parks |
| Ahuriri Conservation Park                     | 2005 (Mär) | 490,00    |         | Gründung und Größe des Parks |
| Hāwea Conservation Park                       | 2008 (Sep) | 1050,00   |         | Foto: Blick vom 1386 m hohen Isthmus Peak auf den Lake Wānaka und dem südwestlichen Beginn des Hāwea Conservation Park (rechts im Bild) Gründung und Größe des Parks |
| Oteake Conservation Park                      | 2009       | 670,00    |         | Gründung und Größe des Parks; Eröffnung 2010 |
| Mavora Lakes Conservation Park                |            | 350,00    |         | Foto: Blick nach Norden auf den North Mavora Lake sowie links und rechts auf Teile der Parklandschaft. Größe des Parks                                               |
| Eyre Mountains/Taka Rā Haka Conservation Park | 2005       | 651,60    |         | Foto: Eyre Mountains vom New Zealand State Highway 6 aus nach Westen gesehen. Gründung und Größe des Parks                                                           |
| Te Papanui Conservation Park                  | 2003       | 210,00    |         | Foto: Tussock-Graslandschaft in den Lammerlaw Range. Gründung und Größe des Parks                                                                                    |
| Catlins Conservation Park                     | 2009 (Mai) | 530,00    |         | Foto: Satellitenfoto der Catlins (bewaldete Fläche); Gründung als Conservation Park und Größe des Parks                                                              |
| ungefähre Gesamtfläche aller Parks:           |            | 9351,07   |         | |

Quelle: Department of Conservation